# Münchweiler am Klingbach
Pour les articles homonymes, voir Münchweiler.
Münchweiler am Klingbach est une municipalité de la Verbandsgemeinde Annweiler am Trifels, dans l'arrondissement de la Route-du-Vin-du-Sud, en Rhénanie-Palatinat, dans l'ouest de l'Allemagne.